# بی‌بی مدوآ
بی‌بی مدوآ (انگلیسی: Bibi Medoua؛ زادهٔ ۹ اوت ۱۹۹۳) بازیکن فوتبال اهل کامرون است.
وی همچنین در تیم ملی فوتبال زنان کامرون بازی کرده است.